# 佐久間長利
佐久間 長利（さくま ながとし）は、江戸時代中期の旗本、俳人。柳居と号する。『五色墨』運動の中心的人物。

## 来歴
父は幕府御家人だった佐久間長恒、母は小川長左衛門某の娘。
享保中頃まで水間沾徳・沾州に繋がる俳人として活躍し、沾徳追善集『白字録』編集に協力した沾州門の重鎮だった。1731年（享保16年）『五色墨』刊行後は稲津祇空と親密になり、沾州から離脱し、祇空の死後は太田巴静・横井也有らと交流し、やがて中川乙由を信奉して乙由門下として活躍する。1740年（元文5年）尾張獅子門俳人と親交を結び、同年冬には門人の秋瓜と筑波周辺を旅行して蕪村と交流。
1741年（寛保元年）に養子の長孝が小十人に列した後、俳諧活動に専念した。1748年（延享5年）63歳で没する。墓所は浅草の東国寺。

## 門人
- 加藤巻阿
- 越谷吾山
- 作田東睡
- 蓑笠庵梨一
- 白井鳥酔
- 多少庵秋瓜
- 横田柳几